# Чхинильпха
Чхинильпха́ (кор. 친일파, 親日派, дословно — прояпонская фракция) — корейский термин, обозначающий корейцев, работавших в японской колониальной администрации, занимавших должности в госаппарате Японской империи или сотрудничавших с японскими спецслужбами и вооружёнными силами в плане ликвидации сторонников выхода Кореи из состава Японии (преимущественно коммунистов). На протяжении новейшей истории Южной и Северной Кореи чхинильпха и их потомки подвергаются дискриминации. Слово «чхинильпха» в корейском языке носит негативный оттенок. Нейтральным аналогом является слово «чиильпха» (кор. 지일파, 知日派, дословно «фракция знающих Японию»).
Первоначально термин чхинильпха использовался по отношению к представителям высшего чиновничества, крупным промышленникам и торговцам, сотрудничавшим с японцами преимущественно в своих корыстных целях, не считаясь с корейскими национальными интересами. Но впоследствии так стали называть и мелких чиновников колониальной администрации, прояпонски настроенных представителей интеллигенции, полицейских и тех, кто добровольно служил в японскую армию ещё до введения всеобщей воинской повинности.